# Feltrino Boiardo
Feltrino Boiardo (1380 – 23 luglio 1456) è stato un condottiero e letterato italiano e primo conte di Scandiano.

## Biografia
Feltrino nacque nel 1380; figlio di Matteo Boiardo (? - 1401) e di Bernardina Lambertini.
Nel 1403 fu al servizio del Marchese Niccolò III d'Este e nel 1409 combatté contro Ottobuono de' Terzi, venendo nominato Governatore di Reggio.
Nel 1413 fu al seguito sempre di Niccolò III d'Este in pellegrinaggio a Gerusalemme; nell'estate di quell'anno, nel Santo Sepolcro, il marchese armerà cavalieri Feltrino Boiardo, Alberto dalla Sale, Pietro de Rossi e Tommaso Contrari.
Nel 1423 concesse agli Estensi il territorio di Rubiera ed ottenne in cambio l'infeudazione ed il titolo di conte di Scandiano.
Nel 1438 fu alla corte di Ferrara ad accogliere l'imperatore Giovanni VIII Paleologo che partecipava al concilio di Ferrara.

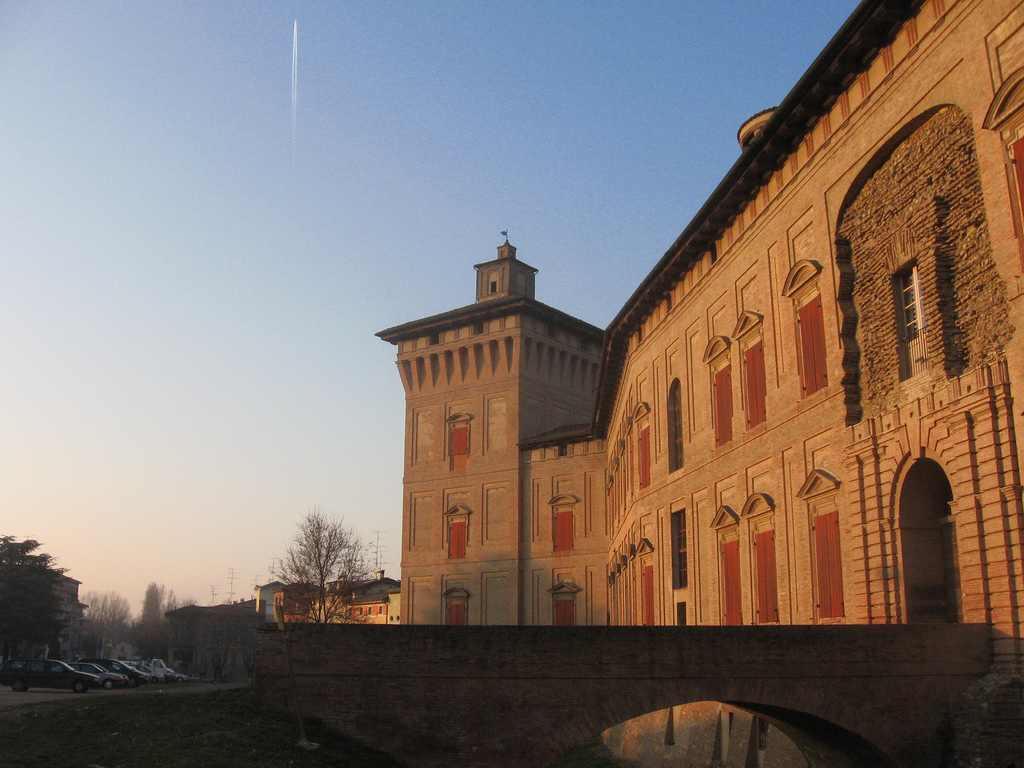
Scandiano, Rocca dei Boiardo.

Nel 1445 Leonello d'Este, marchese di Ferrara, lo nominò Governatore di Modena.
Nel 1449 Borso d'Este, marchese di Ferrara, lo investì del territorio e del castello di Salvaterra.
Feltrino provvide ad edificare la chiesa parrocchiale di Scandiano ed ampliò la rocca, residenza della famiglia; fu uomo colto e letterato e fu amico di Battista Guarino, di Leonardo Bruni e di Pier Candido Decembrio, frequentatori della corte ferrarese.
Morì il 23 luglio 1456, lasciando il feudo, in eredità indivisa, al nipote Matteo Maria, figlio del primogenito Giovanni già defunto e al suo secondogenito Giulio Ascanio.

## Discendenza
Sposò Guiduccia da Correggio, figlia di Gherardo VI da Correggio ed ebbero sette figli:
- Giulia (?-1478), dal cui matrimonio con Gianfrancesco I Pico nacque il famoso umanista Giovanni Pico della Mirandola
- Giovanna, sposò il conte Guido I Rangoni
- Giovanni (1419-per emorragia, 4 luglio 1451[6]), dal cui matrimonio con la ferrarese Lucia Strozzi, nacque il poeta e letterato Matteo Maria Boiardo.
- Emilia, sposò il conte Venceslao Rangoni (?-22 ottobre 1483[7])
- Giulio Ascanio (?-1460), conte di Scandiano dal 1456 al 1460, insieme al nipote Matteo Maria Boiardo
- Pirro (c. 1435 - ottobre 1446)[6]
- Lodovica, si fece monaca